# Paulo Afonso Santos Júnior
Paulo Afonso Santos Júnior, meglio conosciuto come Paulão (Lagoa Santa, 6 maggio 1982), è un ex calciatore brasiliano, di ruolo difensore.

## Carriera

### Club
Il 9 luglio 2009, dopo aver giocato con altre squadre, si trasferisce a parametro zero al Braga, con cui ha firmato un biennale.
Il 7 luglio 2011, il Saint-Étienne lo preleva dal Braga a parametro zero.